# JWPce
JWPce é um processador de textos de língua japonesa simples que roda em plataformas Windows (9X, ME, 2000, XP e CE), tendo ainda uma versão especial para Macs. O JWPce roda bem em sistemas Linux que tenha o Wine (Windows emulator) instalado. É voltado a estudantes ocidentais da língua japonesa que querem produzir documentos em língua japonesa. Sendo distribuído sob os termos da GNU General Public License, JWPce é um software livre.
A instalação default exibe menus em inglês. Um pacote de línguas para outras linguagens está disponibilizado e o JWPce pode receber estas adições prontamente. A versão para português está incluída neste pacote.
O JWPce facilita o estudo da língua japonesa, primeiro, por fornecer informações detalhadas sobre os kanjis (usando KANJIDIC), em segundo, por ter um dicionário interno (usando um EDICT), e oferece, ainda, vários métodos de pesquisa de kanji.
JWPce dá suporte a múltiplos formatos de arquivos. Não facilita a produção de texto na vertical e não permite usar fontes de tamanhos diferentes num único documento. Mas pode-se visualizar o documento em vários tamanhos customizando as fontes para visualização.
A característica chave do JWPce é que ele roda suavemente em plataforma Windows CE e na Pocket PC. Isto permite aos aprendizes de japonês e aos turistas o uso da PDAs como um dicionário eletrônico de japonês de bolso.
JWPce está escrito em C++. O código fonte está disponível para download, juntamente com o programa.